# Municipio Isla Mujeres
Koordinaten: 21° 18′ N, 87° 0′ W
Isla Mujeres ist ein Municipio im mexikanischen Bundesstaat Quintana Roo. Der Sitz der Gemeinde ist das gleichnamige Isla Mujeres. Die Gemeinde hatte im Jahr 2020 22.686 Einwohner, ihre Fläche beträgt 862,5 km².

## Geographie
Das Municipio Isla Mujeres liegt im extremen Nordosten des Bundesstaates Quintana Roo  zwischen Meereshöhe und 100 m Höhe. Es zählt zur physiographischen Provinz der Halbinsel Yucatán, genauer zur Subprovinz des yucatekischen Karsts. Geologisch wird das Gemeindegebiet von Kalkstein dominiert, vorherrschender Bodentyp ist der Leptosol. Über 60 % des Municipios werden von Regenwäldern eingenommen, den Rest bilden insbesondere Mangrovensümpfe.
Das Municipio Isla Mujeres grenzt an die Karibik und den Golf von Mexiko sowie an die Municipios Benito Juárez und Lázaro Cárdenas.

## Orte
Das Municipio Isla Mujeres umfasst laut Zensus 2020 111 bewohnte Orte, vom INEGI als urban klassifiziert sind der Hauptort Isla Mujeres, welcher seit der Eingliederung aller anderer Siedlungen im Jahr 2011 den einzigen Ort auf der gleichnamigen Insel ausmacht, sowie Zona Urbana Ejido Isla Mujeres, gelegen am Festland im Ballungsgebiet von Cancún. Von diesen beiden Orten abgesehen wiesen beim Zensus 2020 nur fünf weitere Orte eine Einwohnerzahl von über 100 auf.
| Ort                            | Einwohner | Karte |
| ------------------------------ | --------- | ----- |
| Isla Mujeres                   | 13.174    |       |
| Zona Urbana Ejido Isla Mujeres | 6.668     |       |
| La Victoria                    | 531       |       |
| Rancho Viejo                   | 527       |       |
| Minas de Rancho Viejo          | 420       |       |
| Francisco May                  | 284       |       |
| Punta Sam                      | 108       |       |